# Elizabeth Diller
Elizabet Diller (Łódź, 17 giugno 1954) è un architetto statunitense.

## Biografia
Nasce nel 1954 a Łódź, in Polonia, da genitori ebraici. Nel 1960 la sua famiglia emigra negli Stati Uniti.
Elizabeth Diller ottiene nel 1979 il suo Bachelor's in architettura. Durante i suoi studi incontra Ricardo Scofidio: dapprima suo docente, negli anni '80 - terminati gli studi - diventerà suo marito.  Con lui, Charles Renfro e Benjamin Gilmartin fonderà lo studio di architettura Diller Scofidio + Renfro, che si occupa di architettura, arti visive e dello spettacolo. A partire dal terzo millennio, diventa famosa per la sua architettura concettuale, i musei e altre istituzioni culturali.

## Riconoscimenti
È considerata tra i più influenti designer di spazi culturali. Nel 1999 ha ricevuto una borsa di studio della Fondazione MacArthur in architettura. Nel 2000 le è stato assegnato il James Beard Award per il design di ristoranti.
Lo studio che ha co-fondato è stato insignito del premio Architecture Innovator of the Year 2017 del Wall Street Journal Magazine. Ha anche ricevuto lo Smithsonian Institution National Design Award.
Nel 2018 è stata inclusa nella lista delle 100 personalità più influenti negli Stati Uniti secondo Time Magazine, unico architetto nella lista. Nel 2019, è stata la vincitrice del Jane Drew Prize e la vincitrice del premio annuale Women in Architecture.

## Opere
Elizabeth Diller e Ricardo Scofidio, dal 2002, hanno creato molti progetti tra cui il Blur in Svizzera; l'Institute of Contemporary Art, Boston; la High Line sul lato ovest di Manhattan; una serie di lavori di ristrutturazione al Lincoln Center; un museo del cinema a Berkeley, in California; edifici della Brown University e della Stanford University; e il Broad Museum di Los Angeles. Ha lavorato inoltre su diversi altri progetti: Vagelos Center presso la Columbia Medical School; un nuovo edificio di business school per la Columbia University; il London Centre for Music at the Barbican; e un museo del cinema a Rio de Janeiro.